# Albin Kitzinger
Albin Kitzinger (1 de febrer de 1912 - 6 d'agost de 1970) fou un futbolista alemany de la dècada de 1930.
Fou 44 cops internacional amb la selecció alemanya amb la qual participà en la Copa del Món de futbol de 1938.
Pel que fa a clubs, defensà els colors de 1. FC Schweinfurt 05 durant tota la seva carrera (1924-1946).